# Оёр
Оёр (бур. Оёор) — село в Джидинском районе Бурятии. Административный центр сельского поселения «Оёрское».

## География
Расположено на левобережье реки Джиды, в 1 км севернее её русла, по южной стороне региональной автодороги Р440 Гусиноозёрск — Закаменск, в 24 км к западу от райцентра — села Петропавловка.

## Население
| 2002 | 2010 |
| ---- | ---- |
| 946  | ↘771 |

## Инфраструктура
Администрация сельского поселения, фельдшерско-акушерский пункт, средняя общеобразовательная школа, детский сад, Дом культуры и библиотека.
Оёр — единственное в Бурятии село с благоустроенным жильём, в 1980-х годах построено 64 двухквартирных дома со всеми удобствами.

## Экономика

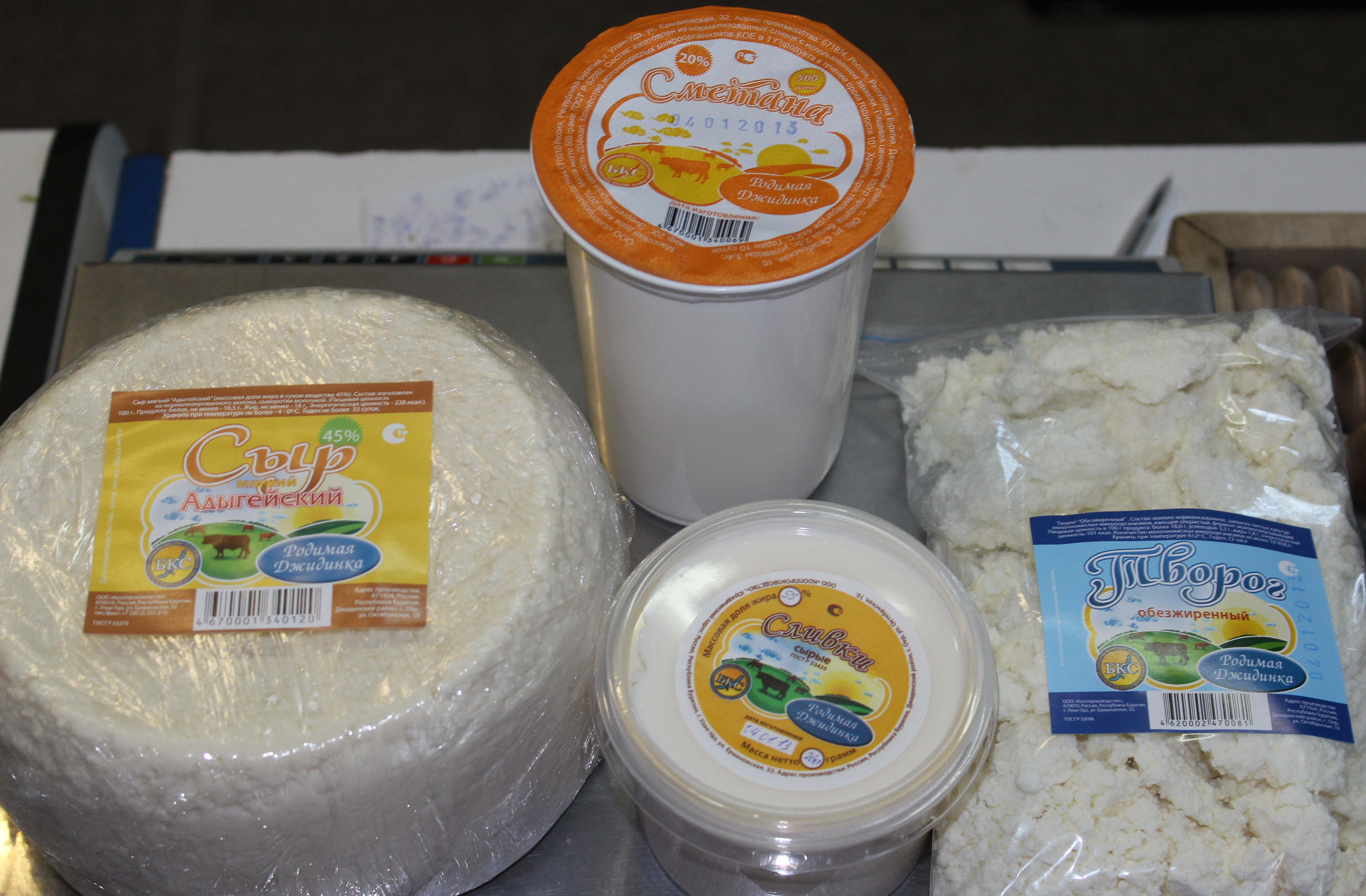
Молочная продукция СПК «Совхоз Оёрский»

Сельскохозяйственный производственный кооператив (СПК) «Совхоз Оёрский», основное направление — мясо-молочное животноводство.

## Известные люди
- С. М. Филиппов — заслуженный работник сельского хозяйства России, кавалер орденов Трудового Красного Знамени, Знак Почёта, Дружбы народа, почётный гражданин Джидинского района, почётный гражданин Республики Бурятия.